# Zaitzevia rufa
Zaitzevia rufa là một loài bọ cánh cứng trong họ Elmidae. Loài này được Nomura & Baba miêu tả khoa học năm 1961.